# Иванов, Семён Павлович (изобретатель)
Семён Павлович Ивано́в (1906—1972) — изобретатель советской системы стереоскопического безочкового кинематографа.

## Биография
Родился 2 (15) февраля 1906 года. В кинематографии работал с 1937 года (НИКФИ, киностудия «Союздетфильм», в 1944—1947 годах — киностудия «Стереокино»), с 1948 года — в лаборатории стереокино (в НИКФИ). В 1935 году изобрёл систему безочкового стереоскопического кинематографа, использующего непрозрачный щелевой растр. Вскоре на систему были получены патенты в Англии, Дании, Италии, Норвегии, Франции, Чехословакии, Швеции и других странах. В 1941 году для демонстрации стереофильмов по системе Иванова переоборудован кинотеатр «Москва», в котором установлен экран с проволочным растром. 4 февраля 1941 года началась началась регулярная демонстрация стереофильмов, первым из которых стал «Концерт». В 1960 году изобрёл многообъективный фотоаппарат, на основе которого разрабатывалась киноаппаратура для интегральной стереоскопической съемки.
Умер 16 декабря 1972 года. Похоронен на Головинском кладбище.

## Награды и премии
- Орден Трудового Красного Знамени (6 марта 1950) — за выдающиеся заслуги в развитии советской кинематографии, в связи с 30-летием[3]
- Сталинская премия II степени (14 марта 1941) — за изобретение стереоскопического безочкового кино

## Сочинения
- О стереоскопическом кино. — М., 1948
- О цветной стереоскопической фотографии. — М., 1951
- Микромир. — М., 1959
- Особенности интегральной стереосъёмки и проекции, 1963